# Seagrove
Seagrove is een plaats (town) in de Amerikaanse staat North Carolina, en valt bestuurlijk gezien onder Randolph County.

## Demografie
Bij de volkstelling in 2000 werd het aantal inwoners vastgesteld op 246.
In 2006 is het aantal inwoners door het United States Census Bureau geschat op 261, een stijging van 15 (6,1%).

## Geografie
Volgens het United States Census Bureau beslaat de plaats een oppervlakte van
1,9 km², geheel bestaande uit land. Seagrove ligt op ongeveer 210 m boven zeeniveau.

## Plaatsen in de nabije omgeving
De onderstaande figuur toont nabijgelegen plaatsen in een straal van 24 km rond Seagrove.